# ألبيرتوس ماغنوس
ألبيرتوس ماغنوس (باللاتينية: Albertus Magnus) (لاونغن، حوالي عام 1200 - كولونيا، 15 نوفمبر 1280)، معروف أيضا باسم القديس ألبيرت الكبير، وألبيرت كولونيا، كاهن وراهب دومينيكي حقق الشهرة لمعرفته الشاملة ودعوته للتعايش السلمي بين العلم والدين.
يعتبر أعظم لاهوتي وفيلسوف ألماني من العصور الوسطى. كان أول من بين دارسي القرون الوسطى الذي طبـّق فلسفة أرسطو في الفكر المسيحي. كرمته الكنيسة الكاثوليكية بصفة دكتور الكنيسة واحداً من 33 شخصاً فقط الذين نالوا هذا التكريم. من إنجازاته في الكيمياء اكتشاف عنصر الزرنيخ. كان ذلك عام 1250م.

## السيرة الذاتية
ألبيرتوس ماغنوس ولد حوالي عام 1200 في كولونيا ابناً لأحد اللوردات العسكريين اللذين كانوا في خدمة الإمبراطور فريدريك الثاني.
كان ألبرت الكبير أحد أعظم العقول في الكنيسة.
عاشت العائلة في لاونجين على نهر الدانوب قرب أولم بألمانيا. وقد كان والديه أثرياء مما أتاح له الفرصة لتلقي أفضل تعليم. كانت أسرته أيضاً أسرة أيضا تقية جدا وساعدته علي الإيعاز في طريق الإيمان.
وعندما كان طفلاً وانجذب إلى المساعي العلمية أظهر استعداداً غير متوقع بالتفكير بالنظر الي عمره.
كان متقدماً جداً في تفكيره وبدأ بدراسة العلوم الإنسانية والعلوم الطبيعية في جامعة بولونيا في عمر الخامسة عشر فقط.
كانت الجامعة مرتبط بصورة وثيقة مع الرهبانية الدومينيكانية وذلك وجه ألبرت بصورة أقرب إلى حرصه على خدمة الرب.
أطلق هذا المزيد من هذا الحرص عند وصول ريجنالد المبارك أورليانز وهو واعظ دومينيكاني وأستاذ سابق في جامعة باريس والذي وصل في الكلية للوعظ.
بعد فترة ليست طويلة قابل أباً دومينيكانياً ثانياً هو المبارك جوردان من ولاية سكسونيا والذي كان قد وصل إلى بادوا. وهو واعظ بليغ وجه العديد من الشباب بما في ذلك ألبرت نحو الحياة الرهبانية.
لكن عائلة ألبرت عارضت دخوله الرهبانية نظرا لشبابه وبراعتة العلمية الاستثنائية ولكن ألبرت كان ممزقاً من داخله.
وفي إحدى الليالي رأى في أحلامه نفسه يدخل إلى الرهبانية فقط ليغادر بعد ذلك بوقت قصير.
وفي اليوم التالي سمع المبارك جوردان يعظ وتحديداً حول كيف أن الشيطان يحول أولئك الذين سيدخلون الرهبانية بعيدا عن دعوتهم من خلال الأحلام والوعود الكاذبة.
وبعد القداس حدث ألبرت المبارك جوردان متسائلا: «يا سيد من الذي كشف عن قلبي لك» ودخل فيما بعد في ذلك الصيف الرهبانية في سن ال 16.
باعتباره راهباً دومينيكانياً واصل ألبرت دراسته وحصل على الدكتوراة في اللاهوت.
ثم قام بالتدريس بطاعة أينما تم إرساله وسافر إلى كولونيا، بادوا، بولونيا، ساكسونيا، فريبورغ، راتيسبون، وستراسبورغ. وفي كل مكان من هذه الأماكن جذب العديد من تلاميذه إليه وبعضاً من هؤلاء التلاميذ صاروا رهباناً ولاهوتيين وعلماء بارزين ومع ذلك ظل ألبرت متواضعاً وركز فقط علي الرب.
عندما توفي المبارك جوردان عام 1237، تولى ألبرت واجباته بصفته رئيساً عاماً حتى تم انتخاب خليفة له.
في تلك المرحلة، عاد إلى كولونيا، حيث كان لقاءه مع تلميذه الأكثر لمعاناً وهو القديس توما الاكويني. في حين رأى رفاق صف توما أنه رجل أبكم عديم العلم اعترف به ألبرت كطالب ممتلئاً بالنعمة ومجد الرب.
سافروا معا إلى جامعة باريس حيث حصل على الدكتوراه في عام 1245. وحيث لاهوت القديس ألبرت وفلسفته أزدهرتا وتغير الأسلوب الذي كان يفكر به في العالم. في حين انه كتب العديد من الأعمال العلمية، كان أولا وقبل كل شيء وهو كاثوليكي يكتب عن لاهوت وايمان الكنيسة الكاثوليكية
كان من الموهوبين ذوي المعرفة الموسوعية واستخدام هذه الموهبة في خدمة الكنيسة واستخدم منطق العقل والتفكير بجد.
وقد كان عالماً بارعاً وطالب باحث عن الحقيقة. كتاباته تملأ ثمانية وثلاثين مجلداً. وتفسيراته بشأن مواضيع واسعة استغرقت عشرين عاماً لإكمالها.
كان البرت يمتلك طاقات كتابة لا حدود لها وكتب حصريا عن العلوم الطبيعية والمنطق والبلاغة والرياضيات والفلك والأخلاق والاقتصاد والسياسة والميتافيزيقيا الفيزياء علم المعادن والكيمياء والبيولوجيا وعلم النبات وعلم وظائف الأعضاء البشرية والحيوانية ومن ضمن إنجازاته في علم الكيمياء اكتشاف عنصر الزرنيخ عام 1250م.
في حين أن القديس ألبرت كان يضن تماماً البقاء في باريس للكتابة والتدريس ولكن طاعة لرهبنته طلب منه السفر مرة أخرى إلى ألمانيا عندما انتخب مسؤؤولاً عن مقاطعة بكاملها.
خدم جماعته بأمانه وسافر إلى جميع الأديرة في ولايته سيراً على الأقدام ومن دون أي أموال وعبر مسافات طويلة ما بين النمسا وبافاريا وسكسونيا، وهولندا وفي سنة 1260  عُيَّن مطراناً لريجنسبرج.
وبعد ثلاث سنوات سمح له بالاستقالة ولكن كان قد أستدعي فيما بعد ليكون مستشاراً للبابا وارسل في عدة بعثات دبلوماسية. ووسط رحلاته والأعمال الحماسية وجد القديس ألبرت الوقت لكتابة ثمانية وثلاثين مجلداً في العلوم الطبيعية والفلسفة واللاهوت.
ويعتبر أعظم لاهوتي وفيلسوف ألماني من العصور الوسطى. كان الأول من بين دارسي القرون الوسطى الذي طبـّق فلسفة أرسطو في الفكر المسيحي.
تكرمه الكنيسة الكاثوليكية بصفة دكتور الكنيسة وهو واحداً من بين 33 شخصاً فقط نالوا هذا التكريم.
توفي القديس ألبرت في 15 نوفمبر من عام 1280 على ما يبدو من التعب وهو يبلغ من العمر ثلاثة وسبعون عاماً.
وقد تم دفن جسده في كنيسة سانت أندريا للأباء الدومينيكان في كولونيا. وبعد مرور ثلاثة سنوات من وفاته كان جسده في حالة من الحفظ والكمال وكان جسده ينضح رائحة مبهجة وقدسية سجلت في قبور العديد من القديسين.
أبلغ عن حالات الشفاء الخارقة بسببه وهو في القبر وتلقى آخرون رؤى تم تسجيلها بسبب شفاعة ألبرت.
وكثيرا ما يقال عن القديس ألبرت الكبير: "لقد كان كبيراً في العلم، وعظيماً في الفلسفة وأعظم في اللاهوت.
"لقد اكتشف العلم الذي هو فوق كل العلوم والمعرفة التي الله وحده يمكنه نقلها والحكمة السماوية التي تأتي عندما يتم ربط العقل والإيمان معاً في المحبة تجاه الآخرين وفي الصلاة والعمل.
القديس ألبرت يذكرنا بعدم الاعتماد على أي شيء أو أي شخص ولا أن نثق في أحد أكثر من الله. ففي هذه الثقة الإيمان والعقل يتوحدا مما يؤدي بنا نحو المزيد من المعرفة الأبدية.
القديس البيرتو ماغنوس هو شفيع العلماء.

## كتاباته
وصلت كتابات ألبرت التي جُمعت في عام 1899 إلى ثمانية وثلاثين مجلدًا، أظهرت عاداته ومعرفته الموسوعية بموضوعات مثل المنطق وعلم اللاهوت وعلم النبات والجغرافيا وعلم الفلك وعلم التنجيم وعلم المعادن والكيمياء وعلم الحيوان وعلم وظائف الأعضاء وعلم الدماغ والعدالة والقانون والصداقة والحب. لقد استوعب وفسّر ونظم كل أعمال أرسطو من الترجمات اللاتينية وملاحظات المعلقين العرب، وفقًا لعقيدة الكنيسة.
كتب أعماله اللاهوتية الرئيسية في ثلاثة مجلدات، ومع ذلك، كان نشاط ألبرت فلسفيًا أكثر منه لاهوتيًا. الأعمال الفلسفية، التي شغلت 7 مجلدات من أصل 21، قُسّمت وفقًا لمخطط أرسطو للعلوم، وتتألف من أعمال أرسطو النسبية بشكل مكثف ومفسر، مع مناقشات تكميلية حول الموضوعات المعاصرة بالإضافة إلى بعض الاختلافات العرضية. يعتقد ألبرت أن نهج أرسطو للفلسفة الطبيعية لم يشكل أي عقبة أمام تطوير وجهة نظر فلسفية مسيحية عن النظام الطبيعي.
كانت معرفة ألبرت بالعلوم الطبيعية كبيرة ودقيقة بصورة ملحوظة في ذلك العصر. لم يقم فقط بإنتاج التعليقات وإعادة الصياغة لكامل مجموعة أرسطو، بما في ذلك أعماله العلمية، ولكنه أضاف أيضًا إليها وحسّنها. تضمنت كتبه موضوعات مثل علم النبات وعلم الحيوان والمعادن واستخدم معلومات من المصادر القديمة، ووضع نتائج تحقيقاته التجريبية.

### علم الفلك
كان ألبرت مهتمًا بعلم الفلك، كما أوضح علماء مثل باولا زامبيلي وسكوت هندريكس. خلال العصور الوسطى - وحتى أوائل العصر الحديث - كان علم التنجيم مقبولًا على نطاق واسع من قبل العلماء والمفكرين الذين كانوا يعتقدون أن الحياة على الأرض هي فعليًا عالم مصغر داخل الكون. كان يعتقد أن هناك تطابقًا بين الاثنين وبالتالي تتبع الأجرام السماوية أنماطًا ودورات مماثلة لتلك الموجودة على الأرض. مع هذه النظرة للعالم، بدا من المعقول التأكيد على أنه يمكن استخدام علم التنجيم للتنبؤ بالمستقبل المحتمل للإنسان. جادل ألبرت في أن فهم التأثيرات السماوية التي تؤثر علينا يمكن أن يساعدنا على أن نعيش حياتنا وفقًا للمبادئ المسيحية. يمكن العثور على البيان الأكثر شمولًا لمعتقداته الفلكية في عمل ألّفه عام 1260، والمعروف الآن باسم مرآة علم الفلك.

### الموسيقى
اشتهر ألبرت بتعليقه على الممارسة الموسيقية في عصره. عُثر على معظم ملاحظاته الموسيقية المكتوبة في تعليقه على فن أرسطو الشعري، كتب بشكل موسّع عن الأبعاد في الموسيقى على ثلاثة مستويات ذاتية مختلفة يمكن أن يعمل فيها الشخص العادي على النفس البشرية: تطهير النجاسة؛ الإضاءة التي تؤدي إلى التأمل، وتغذية الكمال من خلال التأمل. من الأمور ذات الأهمية الخاصة لمنظري الموسيقى في القرن العشرين هو الاهتمام الذي أولاه للصمت كجزء لا يتجزأ من الموسيقى.

### القانون الطبيعي
كرّس ألبرت الجزء الأخير من كتابه دي بونو لنظرية العدل والقانون الطبيعي. يضع ألبرت الله في قمة العدالة والقانون الطبيعي. الله يشرع والسلطة الإلهية هي العليا. وحتى ذلك الوقت، كان هذا هو العمل الوحيد المكرس خصوصًا للقانون الطبيعي الذي كتبه عالم لاهوت أو فيلسوف.